# Kolej szprotawska

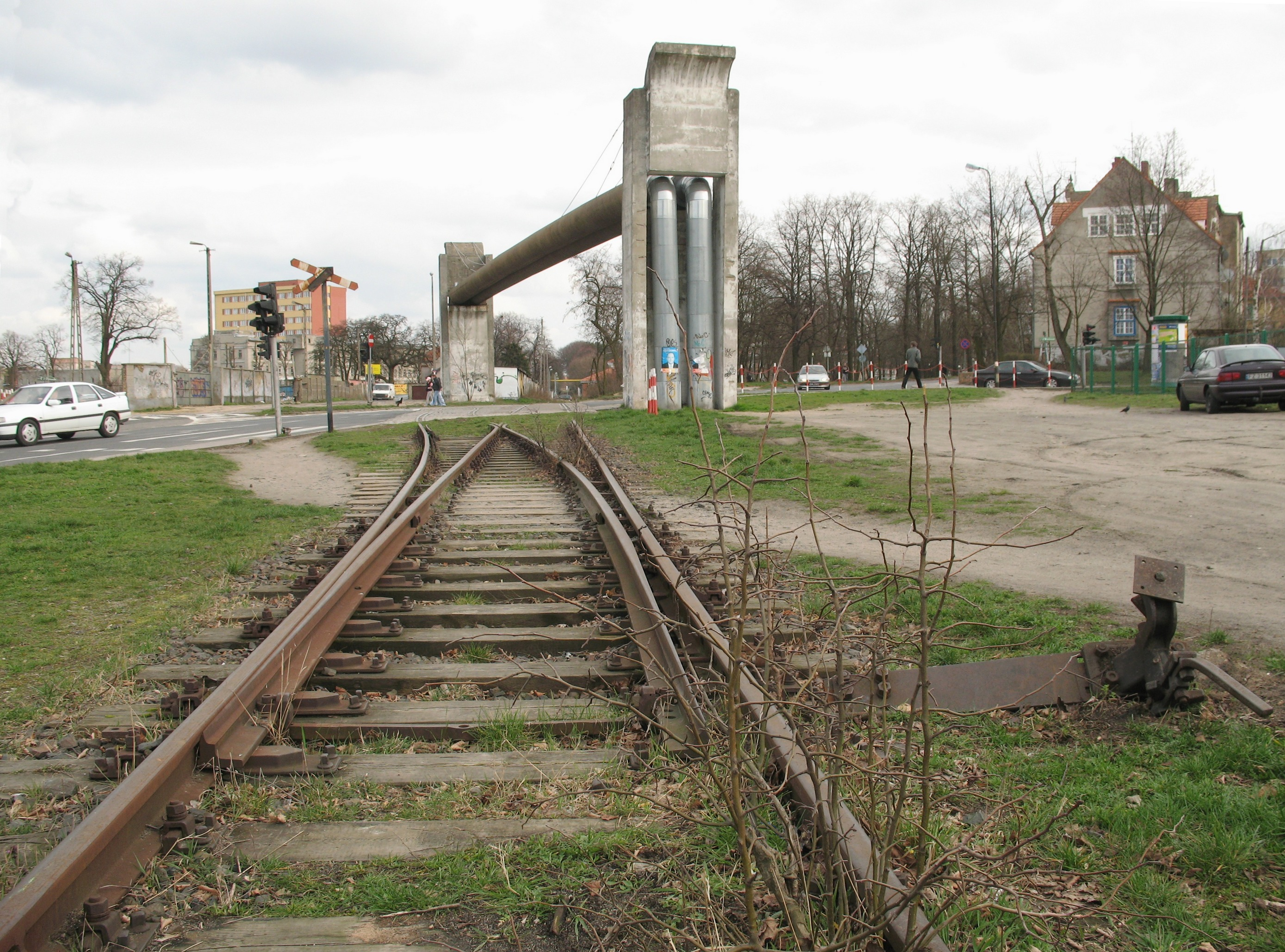
Rozjazd przed wjazdem na teren dworca Zielona Góra Górne Miasto

Przebieg kolei szprotawskiej przez Zieloną Górę

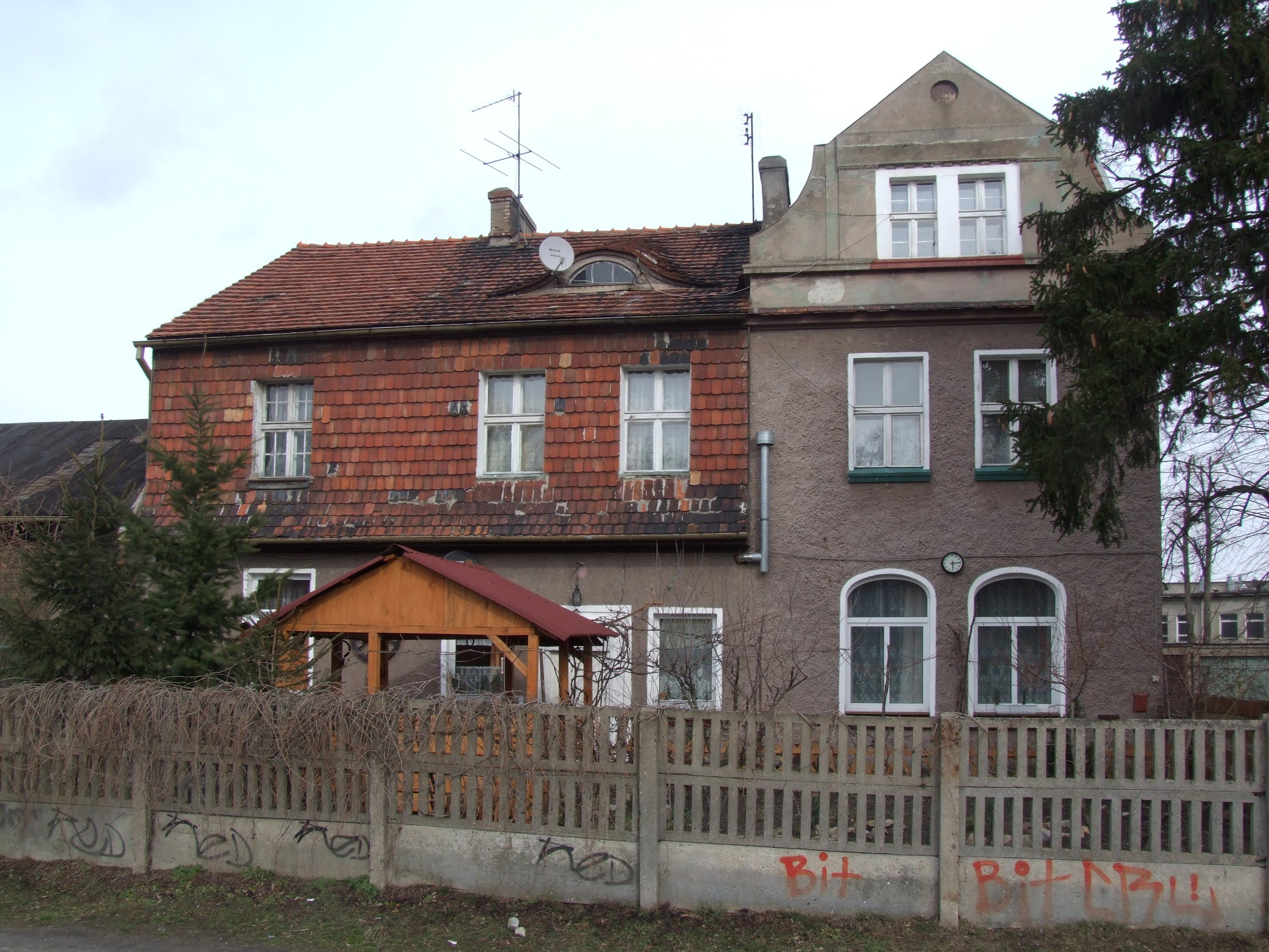
Budynek dworca "Zielona Góra-Górne Miasto". Widoczny na fasadzie zegar zawieszono tuż po 2000 roku

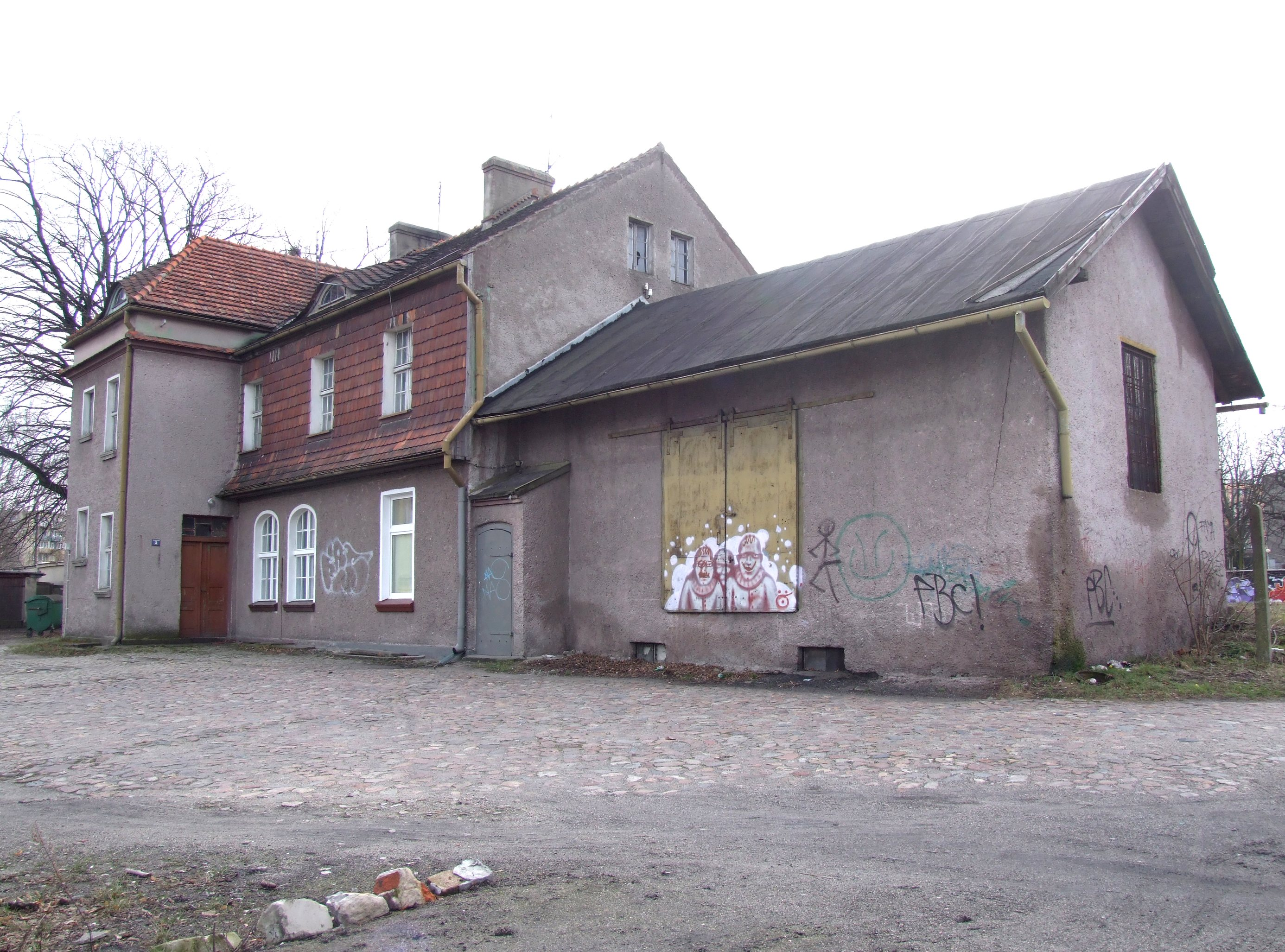
Zaplecze dworca Grünberg-Oberstadt

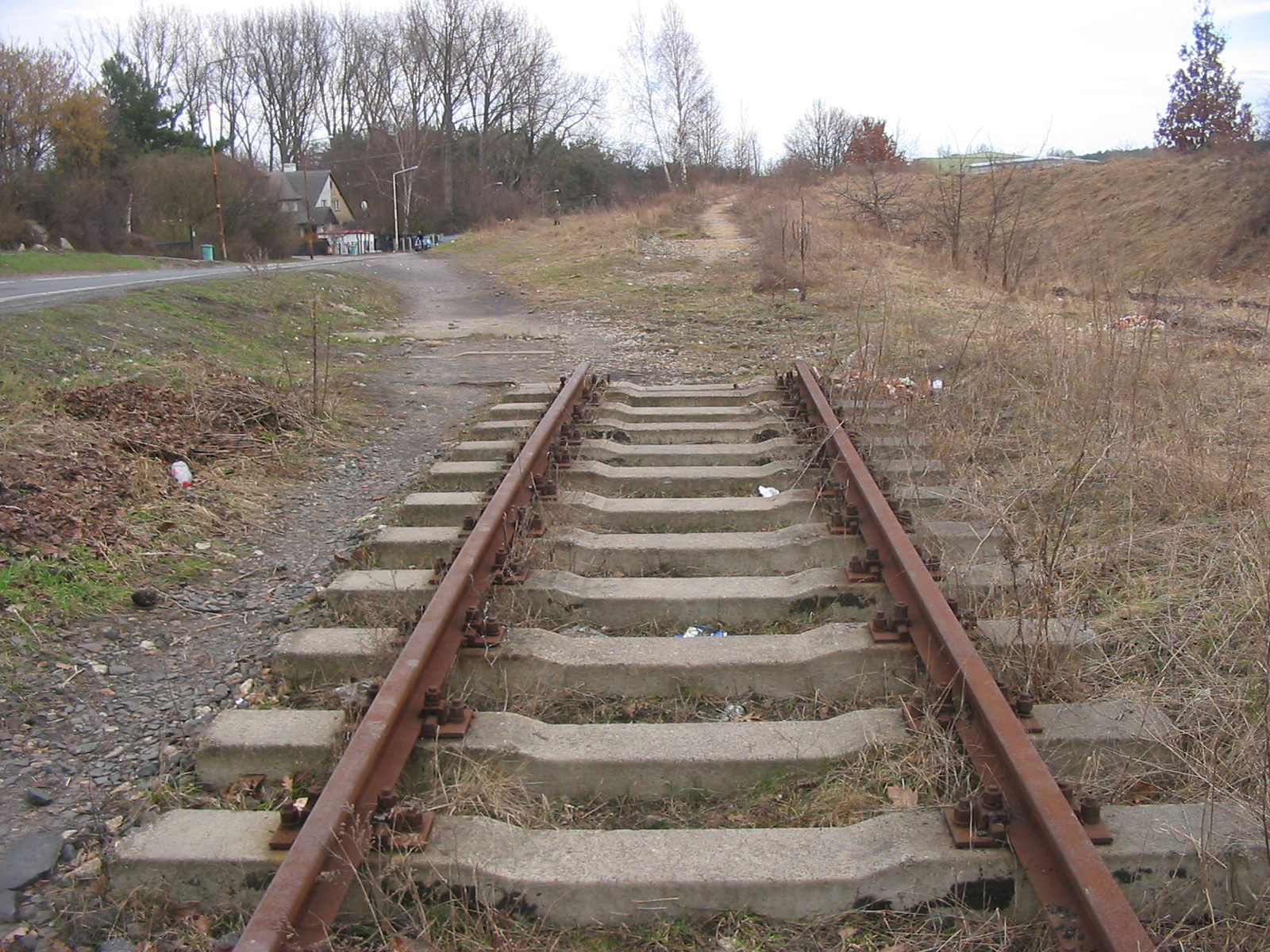
Koniec linii (okolice dawnego browaru)

Kolej szprotawska (niem. Kleinbahn Grünberg–Sprottau) – niepaństwowa linia kolejowa, wytyczona pomiędzy dwoma przemysłowymi miastami
Dolnego Śląska: Zieloną Górą i Szprotawą. Funkcjonowała do lat czterdziestych XX wieku.

## Podstawy działalności
Ze względu na potrzebę transportu materiałów przemysłowych i płodów rolnych w roku 1897 pojawił się pomysł uruchomienia połączenia kolejowego. Samorządy i lokalni przemysłowcy podjęli na spotkaniu w Rückersdorf (ob. Siecieborzyce) decyzję o bezpłatnym przekazaniu gruntów pod budowę kolei. W 1908 roku znaleziono głównego inwestora, specjalizującego się w budowie kolei lokalnych, przedsiębiorcę kolejowego Fryderyka Lenca. Ponieważ linia umożliwiałaby też dogodną podróż drobnym handlarzom i lokalnym turystom, otrzymała przydomek „kolejki jagodowej”.
19 maju 1910 roku powołano w zielonogórskim ratuszu, a 31 maja zarejestrowano spółkę akcyjną Kleinbahn Grünberg–Sprottau AG. Głównym udziałowcem została spółka Lenz & Co GmbH. Początkowo do udziału w spółce (Towarzystwie Akcyjnym), która zgromadziła kapitał założycielski niezbędny do poniesienia kosztów budowy kolei i zakupu sprzętu do jej obsługi, przystąpiło również Królestwo Prus, powiaty Zielona Góra, Kożuchów, Szprotawa i Żagań, miasto Szprotawa oraz gmina Wichów. Współzałożycielami było 46 osób prywatnych, głównie właścicieli zielonogórskich fabryk i ziemian, a wśród firm znajdowały się Niemiecka Manufaktura Wełny, zakłady Beuchelta (które dostarczyły tabor kolejowy), browar i rzeźnia miejska. Wśród udziałowców, którzy przekazali bezpłatnie swoje grunty do spółki, byli m.in. na terenie Jędrzychowa – Oskar Kliem, w Ochli – Gustaw i Anna Horlitz, w Broniszowie − probostwo katolickie, w Radwanowie − Karol Kude. Z ogólnej liczby 75,97 ha gruntów zajętych przez kolejkę własnością przedsiębiorstwa Kleinbahn Grünberg–Sprottau AG było 68,93 ha, reszta (7,04 ha) została zakwalifikowana jako grunty obce, niebędące własnością przedsiębiorstwa.
Kapitał spółki wynosił 2 550 000 marek, na co składało się 2550 akcji o wartości nominalnej 1000 marek każda. Poszczególni udziałowcy objęli następujące pakiety akcji:
- Królestwo Prus (Königlich Preußischen Staat) 750 akcji;
- powiat Zielona Góra – 350 akcji;
- miasto Zielona Góra – 215 akcji;
- powiat Kożuchów – 160 akcji;
- powiat Szprotawa – 150 akcji;
- miasto Szprotawa – 125 akcji;
- powiat Żagań – 50 akcji;
- gmina Wichów – 1 akcja;
- firma Lenz & Co GmbH – 500 akcji.

Pozostali indywidualni akcjonariusze objęli 249 akcji o łącznej wartości nominalnej 249 000 marek.
Na początku działalności kolej posiadała cztery parowozy, wagony produkowano w miejscowej fabryce Beuchelta. Zatrudnienie wynosiło mniej niż 70 osób.

## Linia kolejowa
W lipcu 1910 roku rozpoczęła się budowa trasy, a 1 października 1911 roku nastąpiło jej otwarcie. Miała blisko 51 km długości i wiodła przez wsie położone na południe od Zielonej Góry: Jędrzychów, Ochlę, Jarognewice, Radwanów, Broniszów, Dębiczkę, Wichów, Chotków, Stypułów, Siecieborzyce, Witków, Kartowice. Czas przejazdu zależnie od składu i ew. przestojów (przejazd dostosowywano do indywidualnych zamówień) wahał się w granicach 2,5–3 godzin.

## Infrastruktura na terenie Zielonej Góry
Na terenie Zielonej Góry kolej posiadała trzy stacje (w tym jedną towarową), które były niezależne od kolei państwowej. W mieście wybudowano też 4 wiadukty. Trzy z nich zostały w późniejszym okresie rozebrane: na ul. Kożuchowskiej i ul. Nowej) w 2002 roku oraz w okolicy obecnej ulicy Wiejskiej, rozebrany pod koniec lat sześćdziesiątych XX w. W jego miejsce zbudowano nowy betonowy nad nowo wyznaczoną dwujezdniową aleją Wojska Polskiego. Zamontowano na nim stare tory z 1923 roku. Ostatni wiadukt znajduje się w sztucznej dolinie pod ul. Łużycką. Rozbudowany został w latach siedemdziesiątych XX w. Linia kolei na terenie miasta była po wojnie utrzymywana i służyła do transportu produktów z miejscowych fabryk w kierunku dworca PKP. Dobudowano do niej bocznicę przy ul. Węglowej prowadzącą do poznańskiej centrali materiałów budowlanych. Większość bocznic funkcjonowała do roku 2001, a jedna, prowadząca do wytwórni wódek, do roku 2011.

### Stacje kolejowe w Zielonej Górze
Istnieją niejasności dotyczące statusu, funkcji, a nawet precyzyjnej lokalizacji początkowego dworca kolejki na terenie miasta. Sprottauer Bahnhof (lub Grünberg Hatzfeldstraße), potocznie określany jako Dworzec Szprotawski, mieścił się w bezpośrednim sąsiedztwie dworca głównego kolei państwowej. Sama stacja rozciągała się na długości 500 metrów. Na niektórych planach miasta w tym miejscu jest zaznaczony mały dworzec z napisem "Sprottauer Bahnhof", na innych oznaczono cały zespół stacyjny, składający się z części towarowej i osobowej, ok. 250 m w kierunku Szprotawy. Sam "Sprottauer Bahnhof" (w lokalizacji przy głównym dworcu) nie był często prezentowany w dostępnych materiałach ikonograficznych. Na jedynej zachowanej pocztówce, znajduje się w tym miejscu mała drewniana i przeszklona zielona budka, prawdopodobnie miejsce sprzedaży biletów.
Drugi dworzec (w okolicy ul. Ogrodowej), w południowo-zachodniej części miasta, Zielona Góra-Górne Miasto (Grünberg-Oberstadt), z przyczyn ekonomicznych pełnił funkcję dworca początkowego od połowy lat 30. XX wieku. Była to główna stacja linii kolejowej. Później przekształcony został w budynek mieszkalny, a okoliczna infrastruktura kolejowa została usunięta.
Trzecią stacją na terenie miasta była stacja towarowa Grünberg Schützenplatz. Nie było jej w dawnych rozkładach jazdy pociągów pasażerskich. Zaznaczona była za to jako stacja towarowa w atlasie kolejowym Europy z 1921 roku. Nie jest znany jej wygląd. Znajdowały się przy niej betonowe rampy o co najmniej trzech krawędziach oraz węzeł bocznic i rozjazd krzyżowy.
Po I wojnie światowej, w 1923 roku, powstał perspektywiczny, wieloletni plan rozwoju miasta Grünberg. W planie tym zakładano budowę stacji pasażerskiej w miejscu przecięcia się linii do Szprotawy z drogą biegnącą do Heinersdorf (ob. Jędrzychów, dzielnica Zielonej Góry). Planu tego nigdy nie zrealizowano.

## Zaprzestanie działalności
Najlepszą koniunkturę gospodarczą miała kolej szprotawska w pierwszych latach swej działalności (ponad 300 pasażerów dziennie). Umożliwiała też transport żołnierzy i materiałów wojskowych w czasie obu wojen światowych. Jednak już na początku lat trzydziestych XX w. odnotowano jej deficytowość. Po roku 1935 jej funkcjonowanie zostało mocno zredukowane (w roku 1938 odnotowano ok. 25 pasażerów dziennie). Po II wojnie światowej przysłużyła się jeszcze kilku mniej lub bardziej regularnym transportom, głównie przemysłowym i wojskowym, jednak w rozkładach jazdy PKP, do których została wcielona, regularne połączenie pasażerskie występuje tylko raz, w sezonie 1945/1946: jeden kurs dziennie w obie strony, skomunikowany z pociągiem relacji Poznań – Zielona Góra. Potem, aż do roku 1950, linia ta jest opisywana w pasażerskich rozkładach jazdy jako "linia nieczynna" lub "ruch czasowo wstrzymany". W latach pięćdziesiątych dokonano rozbiórki linii, pozostawiając jedynie część trasy na terenie Zielonej Góry.

## Kolej szprotawska obecnie
Na początku XXI wieku kolejka szprotawska stała się inspiracją działalności krajoznawczej i poznawczej regionalnej grupy hobbystów. Wyznakowano (w latach 2005-2009) śladem torowiska żółty szlak turystyczny z Zielonej Góry do Szprotawy, odbudowano, w wersji dla turystów pieszych i rowerzystów, zniszczony most nad Śląską Ochlą (2007), odkopano z funduszy europejskich stację kolejową w Radwanowie i utworzono w tym miejscu stałą odkrywkę archeologiczną (2009), zrekonstruowano i częściowo odtworzono w terenie wygląd stacji w Broniszowie (2009–2010) i Wichowie (2010–2011). Na trasie szlaku pobudowano pola biwakowe (m.in. przy odbudowanym moście), w kilku wiejskich szkołach wzdłuż dawnej kolei działają okazjonalne bazy rajdowe, prowadzone przez Polskie Towarzystwo Krajoznawcze (m.in. w Ochli, Jarogniewicach, Broniszowie i Chotkowie). Wydawane są broszury informacyjne, działa specjalistyczna strona internetowa przybliżająca historię kolei szprotawskiej i problematykę jej badań. Od roku 2007, cyklicznie w listopadzie odbywają się zloty krajoznawcze dla młodzieży "Na szlaku starej kolei". Planowane jest otwarcie muzeum kolei szprotawskiej w dawnym magazynie na byłym dworcu Grünberg Oberstadt.
W roku 2010 Polskie Towarzystwo Krajoznawcze doprowadziło do wpisania pozostałości kolei do rejestru zabytków. W 2011 roku Towarzystwo zalegalizowało w Ministerstwie Kultury i Dziedzictwa Narodowego powstanie Muzeum Lokalnego Kolei Szprotawskiej z siedzibą w Zielonej Górze. W ramach obchodów 100-lecia powstania kolei szprotawskiej Archiwum Państwowe w Starym Kisielinie, Muzeum Ziemi Lubuskiej i Muzeum Lokalne Kolei Szprotawskiej zorganizowało cykl wystaw w wiejskich szkołach na trasie kolei zwieńczony wielką wystawą w Muzeum Ziemi Lubuskiej. Inicjatywa otrzymała wsparcie finansowe Marszałka Województwa Lubuskiego.
W 2013 roku parkowi przy dawnej stacji macierzystej Grunberg Oberstadt nadano z inicjatywy Klubu Miłośników Kolei Szprotawskiej, oficjalną nazwę Park Kolei Szprotawskiej. W październiku 2018 roku Rada Miasta Zielona Góra, na wniosek miłośników kolei szprotawskiej, poszerzyła teren Parku, który teraz rozciąga się wzdłuż dawnego ciągu kolejowego  od wiaduktu nad Aleją Wojska Polskiego aż po wiadukt nad ulicą Kożuchowską (uchwała RM nr LXXV.1051.2018 z dnia 25 września 2018 roku).

### Tabor
W roku 2014 Klub Miłośników Kolei Szprotawskiej sprowadził oryginalny parowóz T3 (TKh1) z 1909 roku, czyli model, który obsługiwał kolej szprotawską w latach 1911-1945.
W 2017 roku miłośnicy kolei szprotawskiej odrestaurowali zabytkowy wagon towarowy z 1915 roku i postawili go w skansenie kolei powiatowych na terenie Parku Kolei Szprotawskiej (przy ul. Morwowej). Samą operację ustawiania eksponatu szeroko relacjonowała Gazeta Lubuska (fotoreportaż), Gazeta Wyborcza i Radio Zielona Góra. Aktualnie w renowacji jest kolejny eksponat, wagon osobowy z 1890 roku. Wszystkie te zabytki są związane z kolejami typu kolei szprotawskiej.